# Warsaw Open
Відкритий чемпіонат Варшави з тенісу — міжнародний жіночий тенісний турнір серії WTA Premier Sony Ericsson WTA туру. Проходив з 1995 до 2010 року в травні на відкритих ґрунтових кортах Legia Tennis Centre. Турнір не проводився 2008 року, а потім повернувся ще на два роки. Починаючи з 2011 року його місце в календарі зайняв Brussels Open.

## Загальна інформація
Змагання організовано 1995 року в рамках осінньої ґрунтової серії туру асоціації.
У 1997 році турнір перенесено на липень.
Від 1999 року турнір займає місце у весняній частині сезону.
У 2002 році турнір знаходить нового спонсора і повертається в календар туру після річної паузи. Через рік, після ліквідації турніру в Гамбурзі, змагання в польській столиці отримує досить престижну 2-гу категорію.
2009 року, під час серії змін в календарі асоціації, з фінансових причин закривається ще один німецький турнір - German Open у Берліні. Варшава робить ще одну спробу повернутися в календар асоціації, знаходячи престижний статус турніру прем'єр-категорії, але при цьому турнір опиняється в календарі на не вдалому місці - безпосередньо перед Відкритим чемпіонатом Франції.
Після закінчення сезону-2010 організатори, пославшись на брак фінансування і непопулярність турніру, знову тимчасово припинили його проведення.

## Фінали

### Одиночний розряд
| Рік                      | Назва турніру        | Чемпіон                 | Фіналіст             | Рахунок                |
| ------------------------ | -------------------- | ----------------------- | -------------------- | ---------------------- |
| ↓ Турнір 3-ї категорії ↓ |                      |                         |                      |                        |
| 1995                     | Warsaw Cup by Heros  | Барбара Паулюс          | Александра Фусаї     | 7–6, 4–6, 6–1          |
| 1996                     | Warsaw Cup           | Генрієта Надьова        | Барбара Паулюс       | 3–6, 6–2, 6–1          |
| 1997                     | Warsaw Cup by Heros  | Барбара Паулюс (2)      | Генрієта Надьова     | 6–4, 6–4               |
| 1998                     | Warsaw Cup by Heros  | Кончіта Мартінес        | Сільвія Фаріна-Елія  | 6–0, 6–3               |
| ↓ Турнір 4-ї категорії ↓ |                      |                         |                      |                        |
| 1999                     | Warsaw Cup by Heros  | Крістіна Торренс-Валеро | Інес Горрочатегі     | 7–5, 7–6(7–3)          |
| 2000                     | Warsaw Cup by Heros  | Генрієта Надьова (2)    | Аманда Гопманс       | 2–6, 6–4, 7–5          |
| 2001                     | Турнір не проводився | Турнір не проводився    | Турнір не проводився | Турнір не проводився   |
| ↓ Турнір 3-ї категорії ↓ |                      |                         |                      |                        |
| 2002                     | J&S Cup              | Олена Бовіна            | Генрієта Надьова     | 6–3, 6–1               |
| ↓ Турнір 2-ї категорії ↓ |                      |                         |                      |                        |
| 2003                     | J&S Cup              | Амелі Моресмо           | Вінус Вільямс        | 6–7, 6–0, 3–0, знялася |
| 2004                     | J&S Cup              | Вінус Вільямс           | Світлана Кузнецова   | 6–1, 6–4               |
| 2005                     | J&S Cup              | Жустін Енен-Арденн      | Світлана Кузнецова   | 3–6, 6–2, 7–5          |
| 2006                     | J&S Cup              | Кім Клейстерс           | Світлана Кузнецова   | 7–5, 6–2               |
| 2007                     | J&S Cup              | Жустін Енен-Арденн (2)  | Альона Бондаренко    | 6–1, 6–3               |
| 2008                     | Турнір не проводився | Турнір не проводився    | Турнір не проводився | Турнір не проводився   |
| ↓ Прем'єр турнір WTA ↓   |                      |                         |                      |                        |
| 2009                     | Warsaw Open          | Александра Дулгеру      | Альона Бондаренко    | 7–63, 3–6, 6–0         |
| 2010                     | Polsat Warsaw Open   | Александра Дулгеру (2)  | Чжен Цзє             | 6–3, 6–4               |

### Парний розряд
| Рік                      | Назва турніру        | Чемпіон                                      | Фіналіст                             | Рахунок              |
| ------------------------ | -------------------- | -------------------------------------------- | ------------------------------------ | -------------------- |
| ↓ Турнір 3-ї категорії ↓ |                      |                                              |                                      |                      |
| 1995                     | Warsaw Cup by Heros  | Сандра Чеккіні Лаура Гарроне                 | Генрієта Надьова Деніса Крайчовічова | 5–7, 6–2, 6–3        |
| 1996                     | Warsaw Cup           | Ольга Лугіна Елена Вагнер                    | Александра Фусаї Лаура Гарроне       | 1–6, 6–4, 7–5        |
| 1997                     | Warsaw Cup by Heros  | Руксандра Драгомір Інес Горрочатегі          | Майке Бабель Кетрін Берклей-Рейц     | 6–4, 6–0             |
| 1998                     | Warsaw Cup by Heros  | Ольга Лугіна (2) Каріна Габшудова            | Лізель Губер Карін Кшвендт           | 7–6, 7–5             |
| ↓ Турнір 4-ї категорії ↓ |                      |                                              |                                      |                      |
| 1999                     | Warsaw Cup by Heros  | Кетеліна Крістя Селютіна Ірина Геннадіївна   | Амелі Кокто Жанетта Гусарова         | 6–1, 6–2             |
| 2000                     | Warsaw Cup by Heros  | Татьяна Гарбін Жанетта Гусарова              | Ірода Туляганова Ганна Запорожанова  | 6–3, 6–1             |
| 2001                     | Турнір не проводився | Турнір не проводився                         | Турнір не проводився                 | Турнір не проводився |
| ↓ Турнір 3-ї категорії ↓ |                      |                                              |                                      |                      |
| 2002                     | J&S Cup              | Єлена Костанич Генрієта Надьова              | Євгенія Куликовська Сільвія Талая    | 6–1, 6–1             |
| ↓ Турнір 2-ї категорії ↓ |                      |                                              |                                      |                      |
| 2003                     | J&S Cup              | Лізель Губер Магдалена Малеєва               | Елені Даніліду Франческа Ск'явоне    | 3–6, 6–4, 6–2        |
| 2004                     | J&S Cup              | Сільвія Фаріна-Елія Франческа Ск'явоне       | Хісела Дулко Патрісія Тарабіні       | 3–6, 6–2, 6–1        |
| 2005                     | J&S Cup              | Тетяна Перебийніс Барбора Заглавова-Стрицова | Клаудія Янс Аліція Росольська        | 6–1, 6–4             |
| 2006                     | J&S Cup              | Олена Лиховцева Анастасія Мискіна            | Анабель Медіна Катарина Среботнік    | 6–3, 6–4             |
| 2007                     | J&S Cup              | Віра Душевіна Тетяна Перебийніс (2)          | Олена Лиховцева Олена Весніна        | 7–5, 3–6, [10–2]     |
| 2008                     | Турнір не проводився | Турнір не проводився                         | Турнір не проводився                 | Турнір не проводився |
| ↓ Прем'єр турнір WTA ↓   |                      |                                              |                                      |                      |
| 2009                     | Warsaw Open          | Ракель Копс-Джонс Бетані Маттек-Сендс        | Янь Цзи Чжен Цзє                     | 6–1, 6–1             |
| 2010                     | Polsat Warsaw Open   | Вірхінія Руано Паскуаль Меган Шонессі        | Кара Блек Янь Цзи                    | 6–3, 6–4             |